# Exoporia
Exoporia – klad motyli z podrzędu Glossata, klasyfikowany w randze infrarzędu.
Grupę tę wyróżniła po raz pierwszy w 1975 roku Common. Motyle te mają małe, najwyżej 3-członowe głaszczki szczękowe, schowane wśród owłosienia ciała. Łuski na ich skrzydłach cechują silnie wykształcone żeberka wtórne. Odwłok ich ma 5 do 6 zwojów nerwowych, co jest wśród motyli dużą liczbą. Exoporia, podobnie jak należące do różnoskrzydłych Ditrysia, cechują się obecnością u samic dwóch otworów narządów rozrodczych: ostium bursae czyli otwór torebki kopulacyjnej jest oddzielony od owiporu i, w widoku bocznym, skierowany brzusznie. Jednak, w przeciwieństwie do Ditrysia, u Exoporia te dwie części układu rozrodczego nie mają wewnętrznego połączenia i samica musi przekazywać nasienie z torebki do spermateki zewnętrznie, przez owipor. Ponadto samice Exoporia nie mają gruczołów dodatkowych ani apofiz apodemalnych. Silne rozwinięcie nadrektalnych i podrektalnych mięśni poprzecznych w dziesiątym segmencie odwłoka oraz brak protraktorów i retraktorów fallusa to cechy wyróżniające genitalia samców.
Cechy wyróżniające tę grupę obejmują także strukturę chorionu jaj, embriogenezę, nadzwyczaj małe wcięcie puszki głowowej gąsienic oraz charakterystyczny układ szczecinek na ich ciele. Larwy w tej grupie były najprawdopodobniej pierwotnie glebowe.
Do infrarzędu Exoporia należą dwie nadrodziny: monotypowa Mnesarchaeoidea i obejmująca 5 rodzin Hepialoidea. Wraz z infrarzędem różnoskrzydłych należą one do podkohorty Neolepidoptera, zaliczanej do kohorty Myoglossata.